# Saint-Lon-les-Mines
Saint-Lon-les-Mines är en kommun i departementet Landes i regionen Nouvelle-Aquitaine i sydvästra Frankrike. Kommunen ligger i kantonen Peyrehorade som tillhör arrondissementet Dax. År 2022 hade Saint-Lon-les-Mines 1 242 invånare.

## Befolkningsutveckling
Antalet invånare i kommunen Saint-Lon-les-Mines
Referens:INSEE